# شهرستان اوچالینسکی
شهرستان اوچالینسکی (به لاتین: Uchalinsky District) یک شهرستان در روسیه است که در باشقیرستان واقع شده‌است.